# ホレイショ・ハーバート・キッチナー
初代キッチナー伯爵ホレイショ・ハーバート・キッチナー（英語: The Right Honourable Horatio Herbert Kitchener, 1st Earl Kitchener,KG KP GCB OM GCSI GCMG GCIE PC、1850年6月24日 - 1916年6月5日）は、イギリスの陸軍軍人。最終階級は元帥。初代キッチナー伯、ガーター勲爵士、聖パトリック勲爵士、バス最上級勲爵士、メリット勲爵士、インドの星最上級勲爵士、聖ミカエルおよび聖ゲオルギウス最上級勲爵士、インド帝国最上級勲爵士、ヴィクトリア女王付き副官、枢密顧問官の称号を持つ。第一次世界大戦が開戦すると陸軍大臣に任命され、1916年の死までその職を務めた。

## 誕生
キッチナーは1850年6月24日、アイルランド南西部リストウェル近郊のケリー県バリーロングフォード (Ballylongford) において、陸軍中佐ヘンリー・ホレイショ・キッチナーとフランシス・アン・シュバリエ=コール (Frances Anne Chevallier-Cole) の間に生まれた。ホレイショは父から受け継いだ名前だが、ネルソン提督にあやかったものだった。幼少期はスイスの寄宿学校で教育を受け、その後本国のウーリッジにある王立陸軍士官学校に入学した。1870年12月に士官学校を卒業して工兵将校に任官する前に、1871年の普仏戦争の際にはフランス軍に志願した。その後測量部隊の将校としてパレスチナ、エジプト、キプロスで任務に就きつつアラビア語を学び、アラブの習俗に慣れ親しんだ。
その後1879年にアナトリア（現トルコ）のカスタモヌへ副領事として赴任、1884年にはスーダンにおけるゴードン将軍救出隊に情報士官として参加し、司令官ウルズリー将軍を補佐した。この間彼のフィアンセであったハーマイオニー・ベーカーがチフスによりカイロで18歳で亡くなっている。彼はその後結婚することがなく子も存在しない。キッチナーはホモセクシュアルであったとする歴史家は多い。

## エジプト、スーダン、ハルツーム
1886年から1899年にかけて行われた二度目のスーダン遠征により、彼は国民的名声を得た。戦功によりヴィクトリア女王の副官に任命され、バス勲章を授与された。大英帝国の駐エジプト軍の司令官（サーダー）となった彼は、1898年9月2日オムダーマンの戦いでマフディスト・スーダン軍を破り、その数ヶ月後にファショダ事件が発生するとフランス軍部隊に対し断固とした態度をとり、イギリスのスーダン支配を決定づけた。
1898年11月18日これらの功により初代キッチナー男爵位を授与された。彼は引き続きスーダンに留まり、鉄道の施設や高等教育に力を入れた。ハルツームのモスクの修復を命じ、イスラム教の休日である金曜を休息日とした。スーダンにおける信仰の自由を定め、キリスト教の宣教師の活動の抑制に努めた。

## ボーア戦争
第二次ボーア戦争（1899年 - 1902年）が始まると、フレデリック・ロバーツと共に1899年12月に到着した増援軍の指揮をとり、1900年にロバーツが病気により後送された後はイギリス軍の総指揮をとった。
ボーアの正規軍に勝利した後、1901年2月にイギリス政府が和解交渉を決裂させると、キッチナーはロバーツの立てた計画に従い、ボーア側指導者の一部と通じてボーアゲリラ内部に対立を引き起こした。
凄惨な戦闘が続く中でボーア軍は市民の家や農場を破壊したため、市民はイギリスの用意した収容所へと移らざるを得なくなった。当初は住処をなくした人々のための人道的措置として始まったこれらの収容所の状況は、ボーア市民の流入が増大するにつれ急激に悪化していった。1901年後半には大部分が改善されたものの、これらの収容所の存在は国内外の厳しい非難を浴びた。
ボーア軍のとった戦術の一つに、イギリス軍捕虜の制服を奪いそれを身につけて偽装することがあった。キッチナーはボーア人兵士がイギリス軍の制服を身につけていた際には、その場で即決の裁判を行って処刑するよう命じた。キッチナーはその後この命令を発したことを否定したが、この命令は、捕虜となったボーア軍指導者ブリーカー・モラントの裁判（子供を含む民間人、アフリカ人、ドイツ人宣教師の殺害により軍法会議にかけられ、死刑となった）の遠因となった。
1902年ヴェレーニギングで調印された講和条約によって6ヶ月間続いた戦闘は終わった。この間キッチナーはボーア軍だけでなく、ケープ植民地の高官、本国政府も相手にしなければならなかった。講和条約によりボーア人による自治が一部認められた。講和の6ヶ月後、キッチナーに子爵位が与えられた。

## インド、再びエジプト
キッチナーには英印軍の司令官（1902年 - 1909年）の地位が与えられ、インド軍の立て直しに尽力した。1909年9月、元帥に昇進したキッチナーはオーストラリアとニュージーランドを歴訪し、同年11月には宇都宮で行われた日本陸軍の大演習参観のためにエドワード7世の名代として訪日した。日本滞在中には伊藤博文の国葬にも参列している。キッチナー自身はインド副王になることを切望し、エドワード7世や閣僚らにも忙しくロビーしたが、インド大臣のモーリー子爵の反対に阻まれた。ハーバート・アスキス首相はキッチナーに同情的だったが、辞任を脅かしたモーリーに逆らえなかったため、キッチナーのインド副王任命は実現しなかった。1911年6月、ジョージ5世の戴冠式では王族の身辺を保護する護衛隊を率いて、ロンドンに駐屯した5万5千人の帝国軍に対する指揮を引き受けた。同年から1914年までエジプトの英国代表兼総領事を務めた。1914年6月、伯爵位が与えられ、妻子のいなかった彼のために兄弟・姪への相続が特別に定められた。

## 第一次世界大戦

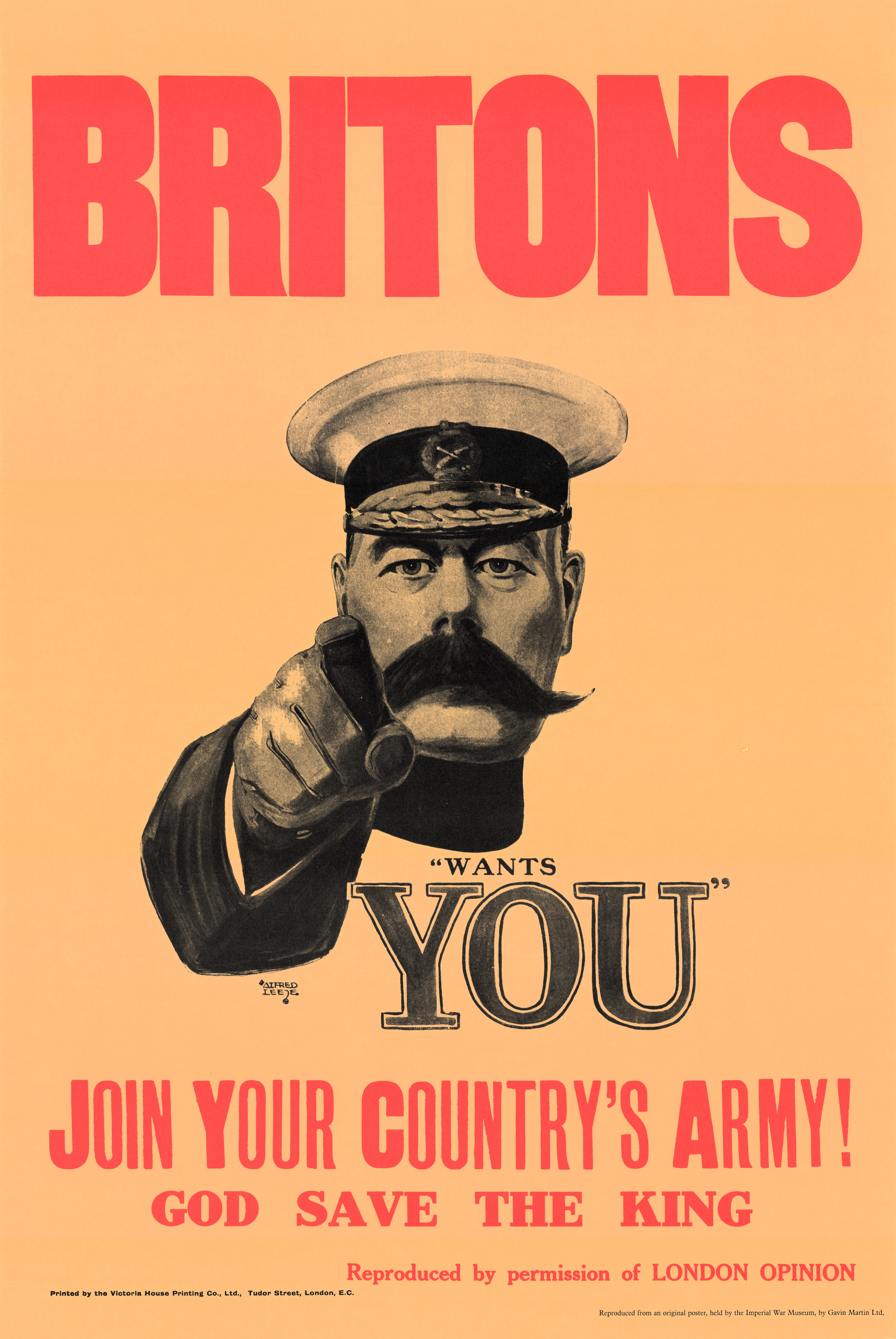
キッチナーの募兵ポスター『英国は君を必要としている』（作:アルフレッド・リート）

サラエヴォ事件により第一次世界大戦が開幕すると、アスキス首相はキッチナーを陸軍大臣 (Secretary of State for War) に任命した。短期戦に終わると予想する閣僚たちの楽観論に対し、キッチナーは戦争が少なくとも3年以上は続き、これまでの戦争からは考えられないほどの犠牲を必要とすると正確に予言してみせた。
彼の指導のもと、大規模な新兵募集が開始された。指を突きつけたキッチナーの顔を配したポスターは後に大戦の象徴とされるようになった。この募兵により300万人もの国民が入隊し、この募集兵は既存の職業軍人に対してキッチナー陸軍と呼ばれた。
膠着状態に陥った西部戦線の圧力を弱めるため、キッチナーはANZACを用いたアレクサンドレッタへの侵攻を提案した。アナトリア半島の付根に位置し、キリスト教徒が多く住むアレクサンドレッタはオスマン帝国中心部から中東へ向かう鉄道網の起点であった。しかし紆余曲折の末、当時海軍大臣であったチャーチルの主張した英仏艦隊によるイスタンブール攻略とガリポリ作戦が決定された。チャーチル嫌いであり、自分の提案した作戦に横槍を入れられたことでキッチナー陸軍はチャーチルの海軍への作戦の協力には甚だ消極的であり、援護のないままで戦ったことでオーストラリア、ニュージーランドの義勇兵を中心としたANZACはガリポリで大きな損害を被り、作戦は失敗した。責任を問われてチャーチルは免職された。キッチナーは1915年の砲弾危機もあり、アスキス首相に辞任を申し出た。アスキスはこれを慰留しキッチナーも職に留まったが、軍需品に関する責任はロイド・ジョージ軍需大臣に移った。
1916年3月に計画されたロシアへの使節派遣では、キッチナーとロイド・ジョージが派遣されることが決定したが、ロイド・ジョージは新設の任務に対処するためキッチナーが海路単独でロシアへ向かうことになった。

## その死
キッチナーはスカパ・フローから装甲巡洋艦ハンプシャーに乗り込み、ロシアのアルハンゲリスクへと向かった。1916年6月5日、ハンプシャーはオークニー諸島の西で触雷し、沈没した。キッチナーとその幕僚、655人の乗組員のうち643名が死亡した。キッチナーの遺体は発見されなかった。同じ日にキッチナー・アーミーの最後の師団がドーバー海峡を渡り、西部戦線が横切るフランドルへと向かっている。
ハンプシャーの撃沈にはドイツ側の工作員フリッツ・ジュベール・デュケインの関与があったとされ、後に彼は「キッチナーを殺した男」(The man who killed Kitchener) と通称されるようになる。
彼の死から1ヶ月後、優れた業績を記念してキッチナー卿記念財団が組織された。財団は戦争による負傷者へ物質的、経済的援助を送ることを目的としている。第一次世界大戦が終結した後は、帰還兵やその子弟に高等教育を受けさせる奨学金として用いられ、現在に至っている。